# كورك
كورك (بالإيرلندية: Corcaigh) هي ثاني أهم مدن جمهورية إيرلندا، وثاني أكبر مدن إيرلندا من حيث عدد السكان بعد دبلن. كورك هي المدينة الرئيسية والمركز الإداري لمقاطعة كورك والمدينة الأكبر في محافظة مونستر. بعد تمديد حدود المدينة في عام 2019، وصل تعداد سكان المدينة إلى 210,000.
اسم المدينة مشتقّ من الكلمة الآيرلندية "corcach" بمعنى «المكان المستنقعي»، إشارة لموقعها على ضفاف نهر لي. كان لكورك رغبة بالاستقلال في عام 1491، عندما حاول البعض من القاطنين بالمدينة إسقاط ملك إنجلترا. كما اشتركت المدينة في الحرب الآيرلندية للاستقلال والحرب الأهلية الآيرلندية، وصنع كل هذا لكورك كنية «المقاطعة الثائرة». ليس غريبا على الكوركيين الإشارة إلى كورك كعاصمة حقيقية لآيرلندا، أو إحساسهم بهوية متميّزة عن بقيّة آيرلندا.
تعتبر كورك الإيرلندية مدينة ليبرالية وفتية، عريقة ومتطورة، كانت قد تضررت من الأزمة الاقتصادية بشكل كبير، إلا أنها استطاعت أن تعيد صياغة حاضرها بزخم، حيث تتميز بشوارعها المنظمة وواجهاتها المائية التي استعادت حيويتها، فضلاً عن مقاهيها الفاخرة الموجودة في كل ركن من أركانها. تتمتع مدينة كورك بمشهد عصري جذاب، إلا أن الجانب الأجمل هو جانبها التقليدي، لديها أماكن عديدة للترفيه تعج بالموسيقى التقليدية الحية، والمطاعم الصاخبة التي تمتاز بتقديم الوجبات الساخنة على جناح السرعة، بجانب ترحيب أهلها الحار النابع من القلب.
كورك عبارة عن مجموعة متشابكة من الشوارع والأزقة، تقطعها الممرات المائية، وتتخللها العديد من أماكن الترفية والمطاعم الراقية، فهي منصة تنطلق منها لاستكشاف الطرف الجنوبي من إيرلندا، كما أنها وجهة سياحية جميلة في حد ذاتها، حيث يستطيع السياح تلمس ذلك من منطقة شاندون الواقعة في الجزء الشمالي من المدينة، من أبرز معالمها كنيسة «سانت آن» التي تعود إلى القرن الثامن عشر. يستطيع السياح رؤية المناظر الخلابة لهذا الجزء من فوق برج الكنيسة الذي يمكن التسلق إليه عبر درج ضيق يقود إلى أعلى البرج. على مقربة منها يوجد «متحف الزبدة» الذي يُذَكِّر الناس بكورك لكونها كانت في يوم من الأيام أكبر سوق للزبدة في العالم، حيث كانت منتجات الألبان تُجمع من كل المزارعين الإيرلنديين ليتم إرسالها إلى أنحاء الامبراطورية البريطانية.

## التاريخ
عانت كورك في الماضي من الإعياء والشجار، حيث أحرقت وأعيد بناؤها، ومن غير المستغرب أنها ليست أقل من العاصمة دبلن كمدينة لها مقومات. أخافتها المجاعة والموت الأسود، ودمّرها الإصلاح الديني، من الملاحظ أن مليوناً هاجروا منها في شتاء عام 1846 -1847. إن الفترة التي تعرف ب«بلاك 47»، كانت الأسوأ للمجاعة الكبيرة التي ضربت إيرلندا، حيث أصيب محصول البطاطس بالمرض، وفاضت المدينة بالمتضورين جوعاً الباحثين عن الطعام أو العمل، حيث عملوا بالمنازل بدوام كامل، بالإضافة إلى المتسولين، وفتحت مقابر جديدة خصصت لدفن الموتى. لم يكن القس فينبار يتوقع كارثة كهذه عندما اتخذ من كورك موقعاً رهبانيا في القرن السادس، فقد كان مستوطنو الفايكنج أكثر تطلعاً للأمام، فوصولهم في القرن التاسع الميلادي حدد مصير كورك كميناء تجاري. وأصبحت تجارة المياه بمثابة الزبدة والخبز للمدينة، مع واحد من أكبر الموانئ البحرية الطبيعية، ففي القرن السادس عشر انتشرت زبدة كورك حتى وصلت جزر الهند الغريبة.
وإذا كان تاريخ كورك فقط هو الإبحار العادي، فإن فترة طويلة ومعقدة بدأت إبان التدخل البريطاني في عام 1169 مع غزو نورمان لإيرلندا. وبحلول عام 1177، تم التحكم في كورك بواسطة هنري الثاني ملك إنجلترا.
قام الأمير جون بتأجير المدينة وتسويرها في عام 1185، قبل أن يقتل الطاعون نصف السكان في عام 1349، وأكثرهم هلكوا في حريق عام 1354. كانت محاولات السيطرة على كورك تنتج تغييراً في القيادة باستمرار خلال فترة اتسمت بالاضطراب بسبب الحرب، والتمرد، وحرق الكتاب المقدس والطرد. إلا أنه انتهى عندما منح أوليفر كرومول قيادة البروتستانت في كورك، وهو أمر احتفظ به حتى القرن التاسع عشر.
كانت كورك مركز حرب الاستقلال في عام 1900، وقد شابت كورك حظر التجول والعنف والقتل. ارتكبت السلطات المؤقتة، المعروفة باسم «ذا بلاك وتاناس» العديد من الفظائع. وفي عام 1920 أحرقت قاعة المدينة ومكتبة كارنيجي بالكامل. عاد الاستقرار بقوة وازدهر الاقتصاد المعروف باسم (كلتيك تايجر) أو (النمر الكلتي) لتغير كورك في الفترة ما بين الثمانينات والتسعينات. كما حصلت على لقب عاصمة الثقافة الأوروبية في عام 2005 قبل أن تصطادها الأزمة المالية العالمية في بدايتها.

## الاقتصاد
يعمل سدس سكان مقاطعة كورك في الزراعة، وتتنوع طبيعة الزراعة في مختلف أجزاء المقاطعة. تشكل صناعة الألبان العمل الرئيسي، خصوصاً في الأراضي العشبية في الشمال والشمال الغربي. توجد الزراعة المختلطة بشكل أوسع في الأراضي الأكثر جفافًا في الشرق والجنوب، حيث تنمو المحاصيل القابلة للزراعة. ويشكل الشعير المستعمل لعلف الماشية المحصول الرئيسي، ولكن شعير الجعة والبطاطس وبنجر السكر والقمح مهمة أيضا. يربي المزارعون، في الشرق والجنوب، البقر للحومها بينما تنتشر تربية الماشية وصناعة الألبان في الجنوب الغربي. وتتراوح مساحة الأرض المستعملة لزراعة المحاصيل الزراعية، وللمراعي ما يزيد على 30 هكتارًا في الشرق وما يقل عن 15 هكتارًا في الغرب لكل مزرعة في مقاطعة كورك. والأراضي الزراعية في الغرب أقل خصوبة من الأراضي الواقعة في الشرق.
تعتبر مدينة كورك أحد القطبين الرئيسيين في شبكة الطرق في المحافظة. حيث تتشعّب منها طرق أساسية نحو ووتر فورد، (أن 25) ودبلن (أن 8) لمريك (أن 20) وترالي (أن 22). أما الطرق الرئيسية الأخرى فتخدم كورك الغربية (أن 71) ووادي بلاك ووتر (أن 72). كما تتجه سكة الحديد الرئيسية من مدينة كورك إلى الشمال نحو دبلن لمريك وتوجد خطوط لسكة الحديد من ملُّو إلى ترالي وبين كورك وكوب.
وميناء كورك ميناء تجاري كبير، به عبّارات لنقل السيارات والركاب إلى فرنسا وويلز. وقديماً، كانت معظم السفن التي تمخر عباب الأطلسي تتوقف في كُب، كما كانت كُب نقطة المغادرة الرئيسية للمهاجرين الأيرلنديين. المبحرين إلى أمريكا الشمالية. ويوجد مقر قيادة الأسطول الأيرلندي في هولبو لاين المجاورة. كما توجد على مضيق بانتري المحطة النهائية لخط أنابيب النفط تحت الماء ولكنها لم تستعمل منذ عام 1979م عندما دمّرها انفجار وقع على ظهر إحدى ناقلات النفط. ويقع مطار كورك الدولي إلى الجنوب من المدينة.

## معالم
- قلعة بلارني - هي قرية تقع على بعد 8 كيلومترات إلى الشمال الغربي من كورك، وتعتبر من بين أقدم القلاع في إيرلندا. تشتهر بحجرها، «حجر الفصاحة» الذي يعتقد تقليدياً أن لديه القدرة على جعل كل من يقبله فصيحاً وبليغاً. كما أن روك كلوز جميلة بأرضها الرائعة، وهي حديقة ذات مناظر طبيعية، حيث تتلاحم الحجارة والطبيعة، بالإضافة إلى حديقة بيتوم والمستنقع وبويزون الخاصة بالقلعة، والتي تحتوي على نباتات سامة من جميع أنحاء العالم.
- معرض كروفورد - يقع في وسط المدينة بجوار دار الأوبرا، ويضم مجموعة دائمة يحتوي على أكثر من 2000 عمل فني، تتراوح من اللوحات والمنحوتات الإيرلندية والأوروبية التي تعود للقرن الثامن عشر إلى التماثيل والفيديوهات المعاصرة. وفي قلب المجموعة يوجد عدد من المنحوتات اليونانية والرومانية، تم إحضارها إلى كورك عام 1818 من متحف الفاتيكان في روما.
- السوق الإنجليزي - يعتبر السوق الإنجليزي المعروش أحد أفضل الأسواق في مدينة كورك، حيث يتميز بأجواء حيوية ومجموعة من محال بيع اللحوم الفواكه والخضراوات ومحال بيع الأسماك وأكشاك الجبن الإيطالية والفرنسية والخبز الطازج وأكثر من ذلك بكثير. يتجمع التجار هنا لبيع بضاعتهم منذ عام 1788 وما زال يتمتع بشعبية لدى السكان المحليين والسياح الزائرين الذين يمكنهم قضاء ساعات في البحث عن الهدايا التذكارية الخاصة بين الملابس والأواني الفخارية والفنون والتحف الجديدة.
- سجن كورك سيتي - مبنى طرازه جورجي قوطي وطابعه رومانسي، صممه المهندس السير توماس دين، كان مسؤولاً أيضاً عن فندق إمبريال ذي الزخارف المدهشة في ساوث مول. تقدم الجولة الصوتية تفصيلاً مثيراً للحياة القاسية في السجن، الأمر الذي كان يجعل السجناء يختارون العزلة والصمت. كما كان يتم جلد الأطفال الصغار مرتين أسبوعياً، وكان هناك اهتمام قليل للنساء الحوامل اللواتي يتم القبض عليهن وهم يقمن بسرقة الملابس.أحد الشوارع في كورك

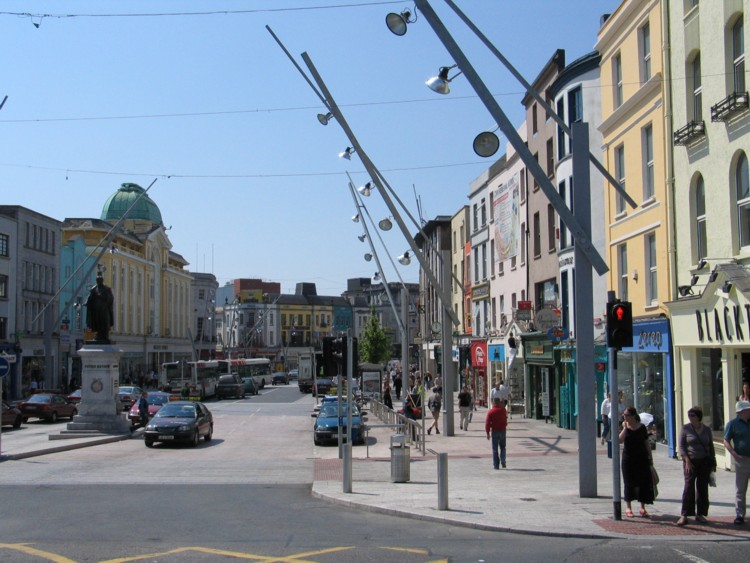
أحد الشوارع في كورك

- مركز كورك فيجن - يقدم مركز كورك فيجن معلومات تفصيلية وافرة وقيِّمة عن جغرافيا المدينة وتاريخها، ويتضمن نموذجاً مفصلاً للمدينة، تمعن النظر إلى الطريقة التي تم الحفاظ بها على المدينة بياناً بالعمل، واستكشف مراحل تطور كورك، وتعرف إلى خططها المستقبلية داخل الجدران القديمة لكنيسة القديس بطرس.
- كاتدرائية سانت بيري - بناء على الطراز القوطي الفيكتوري الذي صممه المهندس المعماري الإنجليزي وليام بورجس، تشتهر بحرفيتها العالية، لا سيما في النحت والفسيفساء الرخامية والزجاج الملون. تقف الكاتدرائية في الموقع الذي أسست فيه مدينة كورك في القرن السابع، وتم بناؤها من الحجر الجيري المحلي. تصاميمها الداخلية مصنوعة من حجر الحمام، أما جدرانها فمبطنة برخام الفلين الأحمر. كما أن الأسماء المحلية لأبراجها شاهدة على الصناعات التي جلبت الازدهار إلى المدينة.

## التعليم
تعتبر كلية كورك الجامعية واحدة من أقدم الجامعات في إيرلندا لاتزال في قلب المدينة، تستوعب أكثر من 14000 طالب ومركز أبحاث رائد. تقع داخل مجمع المباني داخل هذه المباني التاريخية كنيسة هانون بنوافذها الزجاجية الملونة الشهيرة ومرصد كروفورد الذي يعود إلى القرن التاسع عشر. كما أن معرض لويس جلوكسمان الفني يهدف إلى استكشاف جميع جوانب الثقافة البصرية وتقديم مجموعة من المعارض المبتكرة والمتغيرة. كما يحتوي على مكتبة ومقهى في الطابق السفلي.

## مدن التوأمة
تم توأمة كورك مع كولونيا وكوفنتري ورين وسان فرانسيسكو وسوانسي وشنغهاي. اعتبارًا من فبراير 2017، كان مجلس المدينة يجري أيضًا محادثات لتوأم مع بوردو وسانت بطرسبرغ وميامي.